# Kruger (groupe)
Pour les articles homonymes, voir Kruger.
Kruger est un groupe de heavy metal suisse, originaire de Lausanne, dans le canton de Vaud.

## Biographie
Kruger est formé en 2001 à Lausanne, dans le canton de Vaud. Composé de trois membres sur les cendres d'un groupe local appelé Rude, Kruger sort un premier album studio, intitulé Built for Speed, en 2002. Ce dernier est fortement influencé par Breach pour une part, et par le son heavy metal « à la suédoise » (ex. Entombed) d'autre part. Suit en 2004 le deuxième album, Cattle Truck, qui exporte le groupe dans différents pays d'Europe.
Leur troisième album studio, Redemption through Looseness, est publié en 2007 en Europe et en Amérique du Nord au label Listenable Records (Gojira, Textures, Immolation). Kruger tourne depuis un peu partout en Europe (tournée avec Unsane en 2007, avec Bossk en Angleterre début 2008). L'album est mixé au Godcity Recordings par Kurt Ballou (Converge, Cave In, Old Man Gloom) et masterisé par Alan Douches (Mastodon, Nile). En octobre 2009, ils entrent en studio pour l'enregistrement d'un nouvel album, qu'ils annoncent pour février 2010. En novembre 2009, Kruger révèle la pochette de son album à venir, For Death, Glory and the End of the World.
Après la sortie de l'album, ils effectuent une tournée passant par des villes comme Amiens, Lille et Nantes (avec Abysse) en mars 2010. Ils jouent du 12 au 14 août 2010 au Rock Altitude Festival, avec Gojira, à Locle, en Suisse. Kruger se produit aussi le vendredi 17 juin 2011 au Hellfest de Clisson, en (France). Le 7 avril 2013, Kruger fait la première partie de Gojira dans la salle du Transbordeur de Villeurbanne. Cette même année, ils publient l'EP 333. En mi-2014, le groupe recrute un nouveau guitariste, après avoir renvoyé l'ancien guitariste pendant leur tournée, avec lequel ils enregistrent leur dernier album, Adam and Steve, prévu le 13 octobre la même année chez Listenable Records en format CD, et chez Pelagic Records en format vinyle. Ils s'associent avec le New Noise Magazine pour la preview exclusive de la chanson homonyme Adam and Steve. Il est de nouveau produit par Magnus Lindberg (Cult of Luna).
Après 14 ans d'activité, Kruger annonce sa séparation, après une dernière tournée en février 2015.

## Membres
- Reno - chant
- Raul - guitare
- Margo - guitare
- Blaise - basse
- Raph - batterie

## Discographie
- 2002 : Built for Speed
- 2004 : Cattle Truck
- 2007 : Redemption through Looseness
- 2009 : For Death, Glory and the End of the World
- 2013 : 333 (EP)
- 2014 : Adam and Steve